# Produção licenciada
Produção licenciada é uma produção sob um licença de tecnologia desenvolvida em qualquer lugar. É uma prática comercial proeminente em nações em desenvolvimento, no qual é frequente iniciar uma produção licenciada como um começo para o desenvolvimento de um indústria local.
Enquanto produções licenciadas provêm estímulo para a produção e capacidades técnicas de uma indústria local, em muitos casos se mantém parcialmente dependente de apoio estrangeiro.

## História

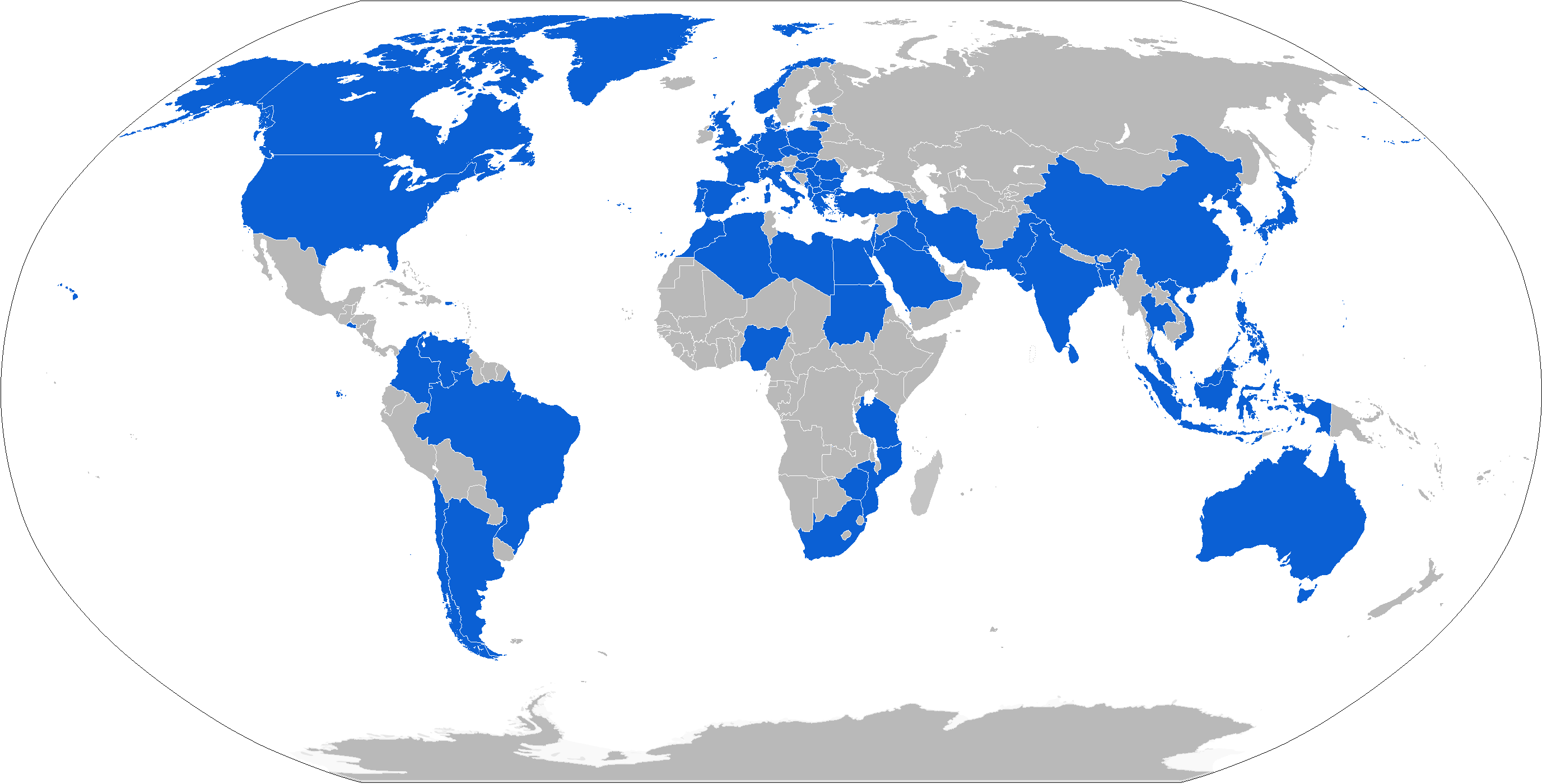
Um exemplo de acordos de licenciamentos globais: países nos quais compraram licenças para fabricar armas e munições estão representados em azul.

As quatro aplicações mais comuns de produção licenciada tem sido historicamente a produção de motores e partes automotivos, armamento, aeronaves, e produtos farmacêuticos. Durante a Primeira Guerra Mundial, foi mais comum por acordos de licenças entre companhias no mesmo país; por exemplo, a Opel foi concedida uma licença para produzir os motores desenhados pela BMW para ajudar no esforço da Alemanha na guerra.